# Heike Warnicke
Heike Warnicke, född den 1 juni 1966 i Weimar, Tyskland, är en tysk skridskoåkare.
Hon tog OS-silver på damernas 3 000 meter och OS-silver även på damernas 5 000 meter i samband med de olympiska skridskotävlingarna 1992 i Albertville.